# The Great Adventure (film 1921)
The Great Adventure è un film muto del 1921 diretto da Kenneth S. Webb che aveva come protagonista Lionel Barrymore. Fredric March fece il suo debutto sullo schermo con questo film.
La sceneggiatura di Dorothy Farnum si basa su Buried Alive, romanzo di Arnold Bennett del 1908 da cui Bennett trasse un lavoro teatrale che, negli Stati Uniti, venne dato in prima a Broadway il 6 dicembre 1913.
Distribuito dalla Associated First National Pictures, il film è il remake di The Great Adventure, diretto nel Regno Unito nel 1915 da Larry Trimble. Nel 1933, ne venne fatta una versione sonora con His Double Life, film diretto da Arthur Hopkins e interpretato da Roland Young e Lillian Gish seguito, nel 1943, da Marito a sorpresa, diretto da John M. Stahl.

## Trama
Spirito schivo, Priam Farll, il più famoso pittore del suo tempo, volendo evitare i fastidi della pubblicità, pubblicamente si fa passare per Leek, il suo valletto. Il domestico, però, muore. Durante la cerimonia funebre per il "suo" funerale che si tiene all'Abbazia di Westminster, Farll - che cerca inutilmente di farsi riconoscere - viene allontanato a viva forza. Lo scontro gli lascia delle contusioni che vengono amorevolmente curate da Alice Challice, una giovane vedova. Farll chiede alla vedova di spoarlo e, ben presto, i due diventato marito e moglie, iniziando insieme una tranquilla vita ritirata. I nuovi lavori del pittore - che ha ripreso a dipingere - non sfuggono all'occhio esperto di un mercante d'arte che, visti i suoi quadri, ne deduce che Farll deve essere ancora vivo e vegeto. Ormai Farll non può più sfuggire alla fama: accetta il proprio destino, rassegnato ma felice perché adesso, al suo fianco, si trova Alice.

## Produzione
Il film, prodotto dalla Whitman Bennett Productions, venne girato nei Reliance Studio, al 537 di Riverdale Avenue, a Ludlow, Yonkers.

## Distribuzione
Il copyright del film, richiesto dalla Whitman Bennett Productions, fu registrato una prima volta con il numero LP16003 il 6 gennaio 1921 e, in seguito, il 19 febbraio 1921 con il numero LP16003.
Distribuito dalla Associated First National Pictures e presentato da Whitman Bennett, il film uscì nelle sale cinematografiche statunitensi nel gennaio 1921. In Svezia, prese il titolo Ett dubbelliv.
Copie complete della pellicola si trovano conservate negli archivi della Library of Congress di Washington e del Wisconsin Center For Film And Theater Research di Madison.